# Ambleny
Ambleny est une commune française située dans le département de l'Aisne en région Hauts-de-France.

## Géographie

### Communes limitrophes
|                   | Fontenoy     | Osly-Courtil      |
| Ressons-le-Long   | Ambleny      | Pernant           |
| Montigny-Lengrain | Saint-Bandry | Saconin-et-Breuil |

### Quartiers, hameaux, lieux-dits et écarts
- Maubrun, à l'ouest ;
- Fosse-en-Haut, ancien hameau situé à 1,5 km au sud ;
- Fosse-en-Bas, ancien hameau situé à 1 km au sud ;
- le Soulier, à l'est ;
- Hignières, au sud ;
- le Rollet.

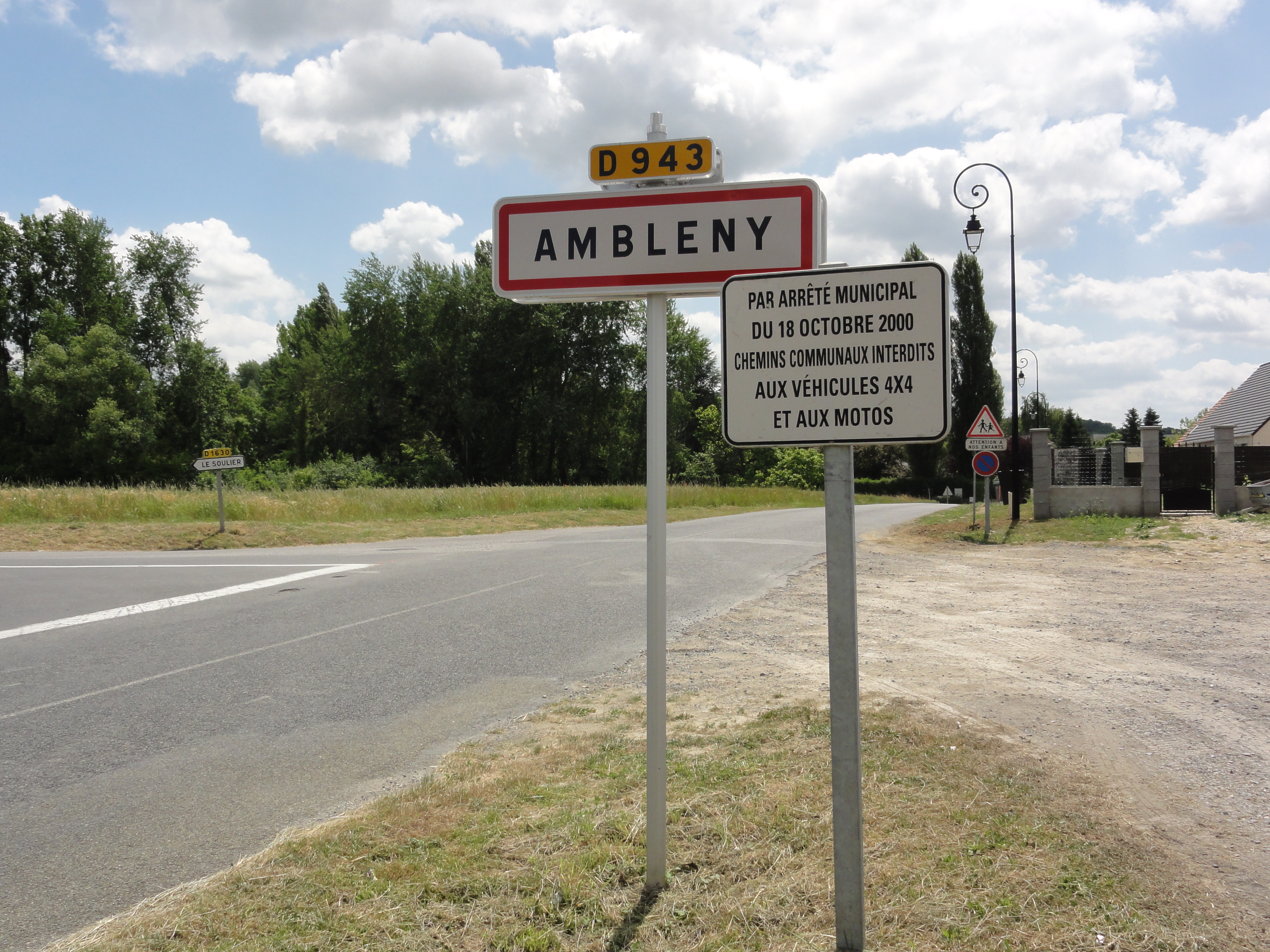
Entrée d'Ambleny en 2015.
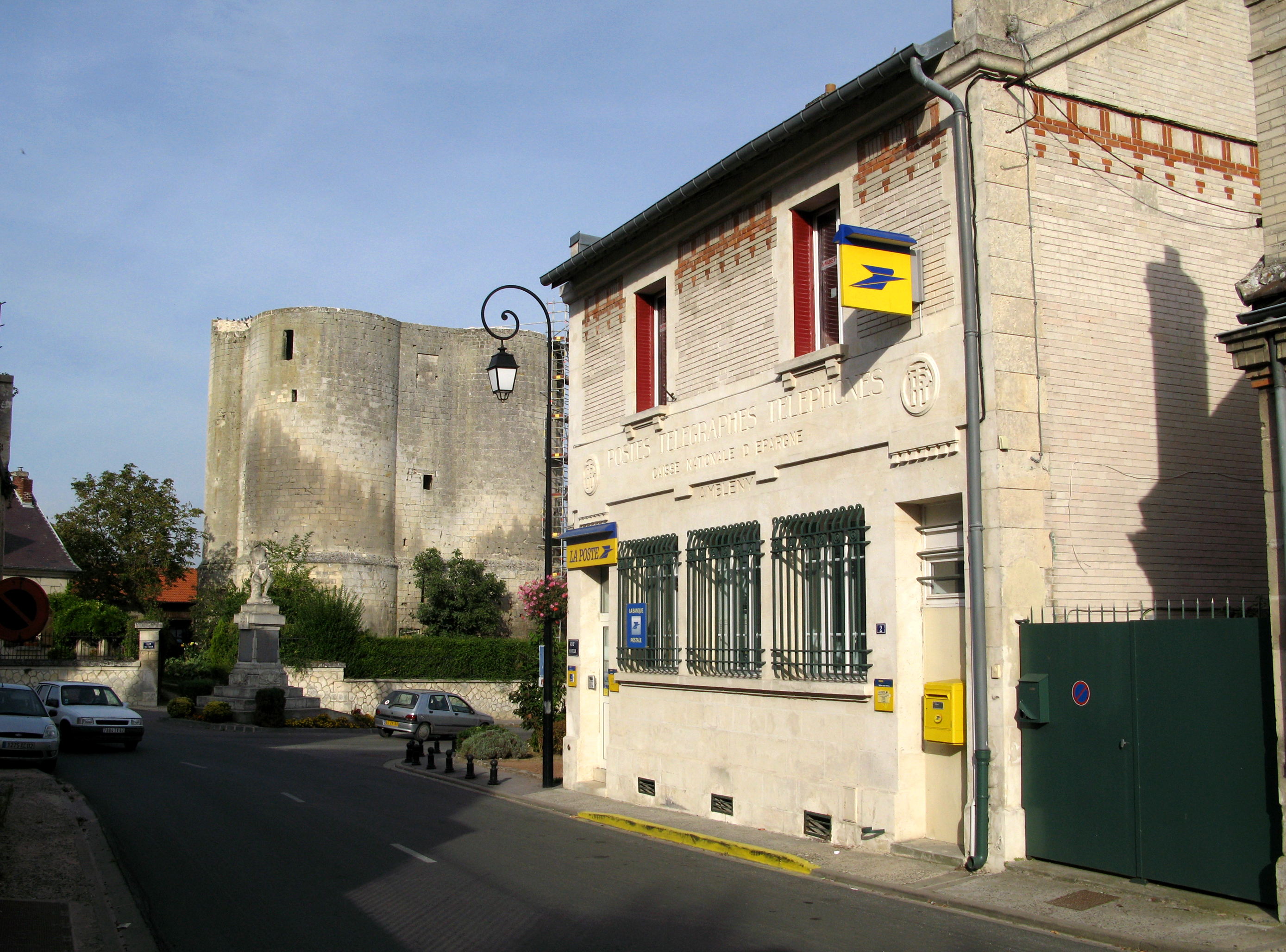
Le donjon, le monument aux morts et la poste d'Ambleny.
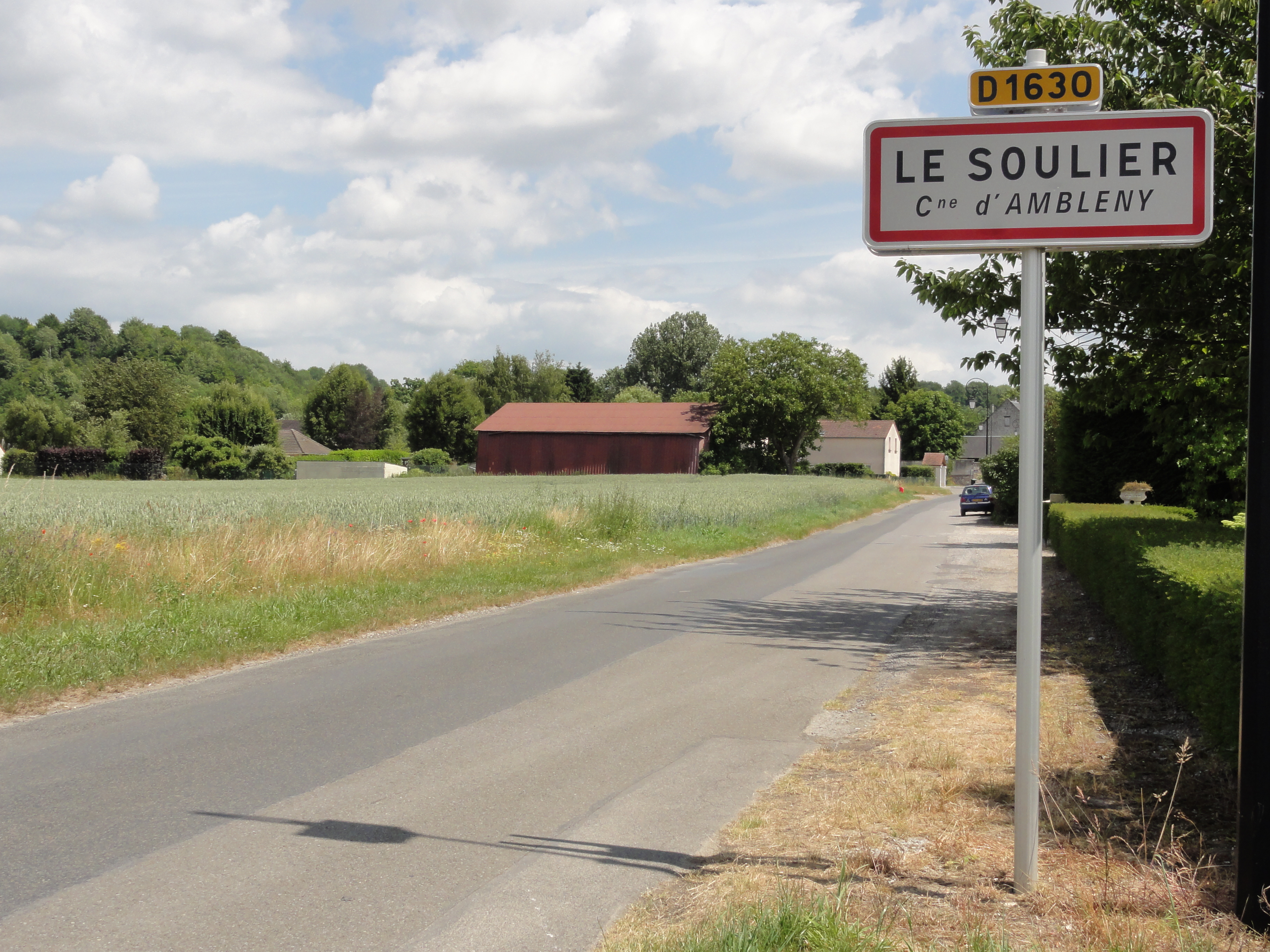
Entrée du Soulier.

### Hydrographie
La commune est située dans le bassin Seine-Normandie. Elle est drainée par le ru de Retz, le fossé de Jeu de Tamis et le Quenneton,,.
Le Ru de Retz, d'une longueur de 15 km, prend sa source dans la commune de Puiseux-en-Retz et se jette  dans l'Aisne à Fontenoy, après avoir traversé dix communes. Les caractéristiques hydrologiques du ru de Retz sont données par la station hydrologique située sur la commune. Le débit moyen mensuel est de 0,449 m3/s. Le débit moyen journalier maximum est de 3,31 m3/s, atteint lors de la crue du 23 août 2011. Le débit instantané maximal est quant à lui de 3,73 m3/s, atteint le même jour.

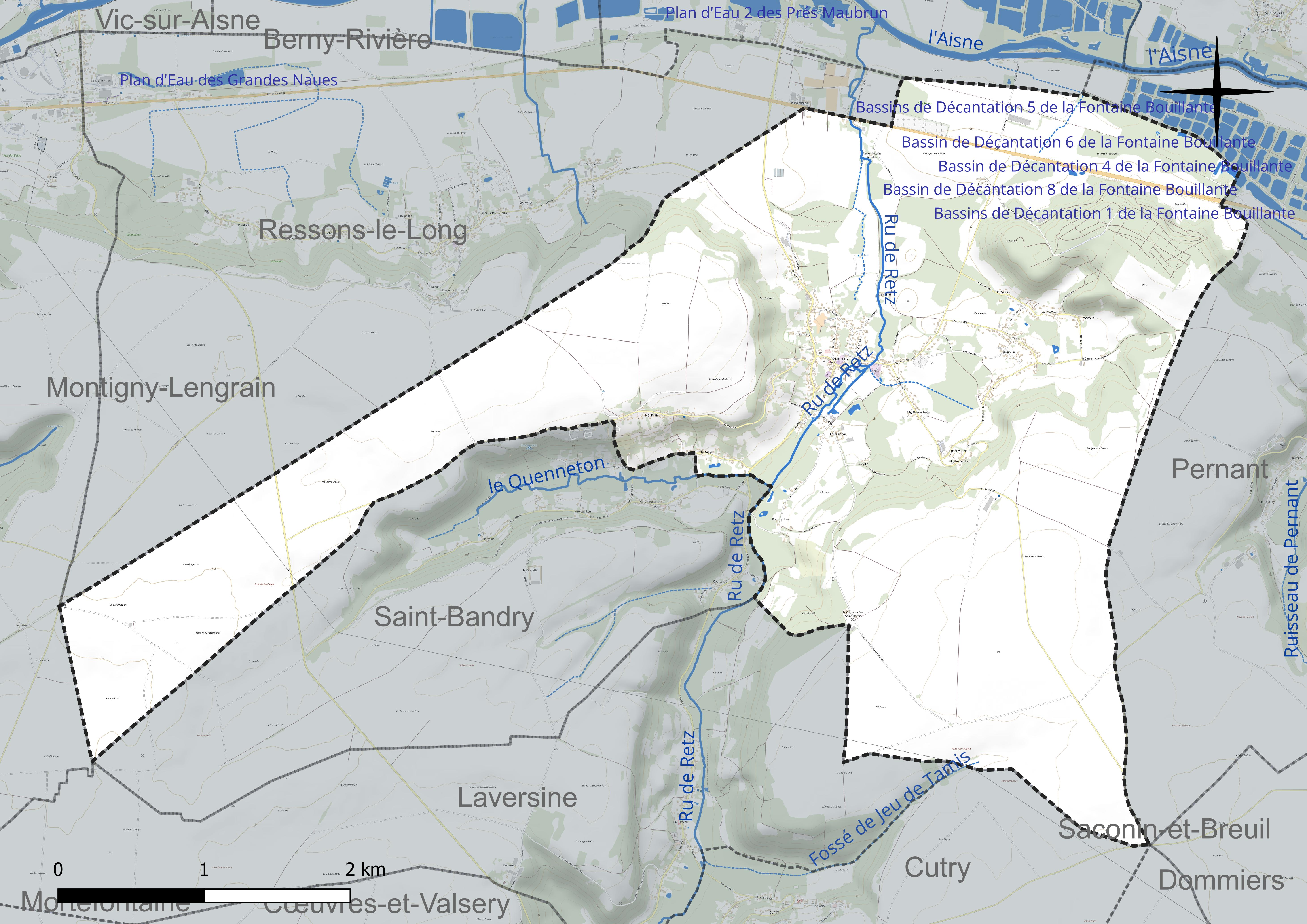
Réseau hydrographique d'Ambleny.

Un plan d'eau complète le réseau hydrographique : le bassin de décantation 8 de la fontaine Bouillante, d'une superficie totale de 1 ha (0,4 ha sur la commune),.

### Climat
Pour des articles plus généraux, voir Climat des Hauts-de-France et Climat de l'Aisne.
En 2010, le climat de la commune est de type climat océanique dégradé des plaines du Centre et du Nord, selon une étude du CNRS s'appuyant sur une série de données couvrant la période 1971-2000. En 2020, Météo-France publie une typologie des climats de la France métropolitaine dans laquelle la commune est exposée à un climat océanique altéré et est dans la région climatique Nord-est du bassin Parisien, caractérisée par un ensoleillement médiocre, une pluviométrie moyenne régulièrement répartie au cours de l'année et un hiver froid (3 °C).
Pour la période 1971-2000, la température annuelle moyenne est de 10,7 °C, avec  une amplitude thermique annuelle de 15 °C. Le cumul annuel moyen de précipitations est de 686 mm, avec 11,6 jours de précipitations en janvier et 8,6 jours en juillet. Pour la période 1991-2020 la température moyenne annuelle observée sur la station météorologique la plus proche, située sur la commune de Braine à 26 km à vol d'oiseau, est de 11,3 °C et le cumul annuel moyen de précipitations est de 662,7 mm,. Pour l'avenir, les paramètres climatiques de la commune estimés pour 2050 selon différents scénarios d'émission de gaz à effet de serre sont consultables sur un site dédié publié par Météo-France en novembre 2022.

## Urbanisme

### Typologie
Au 1er janvier 2024, Ambleny est catégorisée bourg rural, selon la nouvelle grille communale de densité à 7 niveaux définie par l'Insee en 2022.
Elle est située hors unité urbaine. Par ailleurs la commune fait partie de l'aire d'attraction de Soissons, dont elle est une commune de la couronne,. Cette aire, qui regroupe 92 communes, est catégorisée dans les aires de 50 000 à moins de 200 000 habitants,.

### Occupation des sols
L'occupation des sols de la commune, telle qu'elle ressort de la base de données européenne d'occupation biophysique des sols Corine Land Cover (CLC), est marquée par l'importance des territoires agricoles (77,8 % en 2018), une proportion identique à celle de 1990 (77,8 %). La répartition détaillée en 2018 est la suivante : 
terres arables (70,2 %), forêts (19,5 %), zones agricoles hétérogènes (7,4 %), zones urbanisées (2,6 %), prairies (0,2 %), eaux continentales (0,1 %).
L'évolution de l'occupation des sols de la commune et de ses infrastructures peut être observée sur les différentes représentations cartographiques du territoire : la carte de Cassini (XVIIIe siècle), la carte d'état-major (1820-1866) et les cartes ou photos aériennes de l'IGN pour la période actuelle (1950 à aujourd'hui).

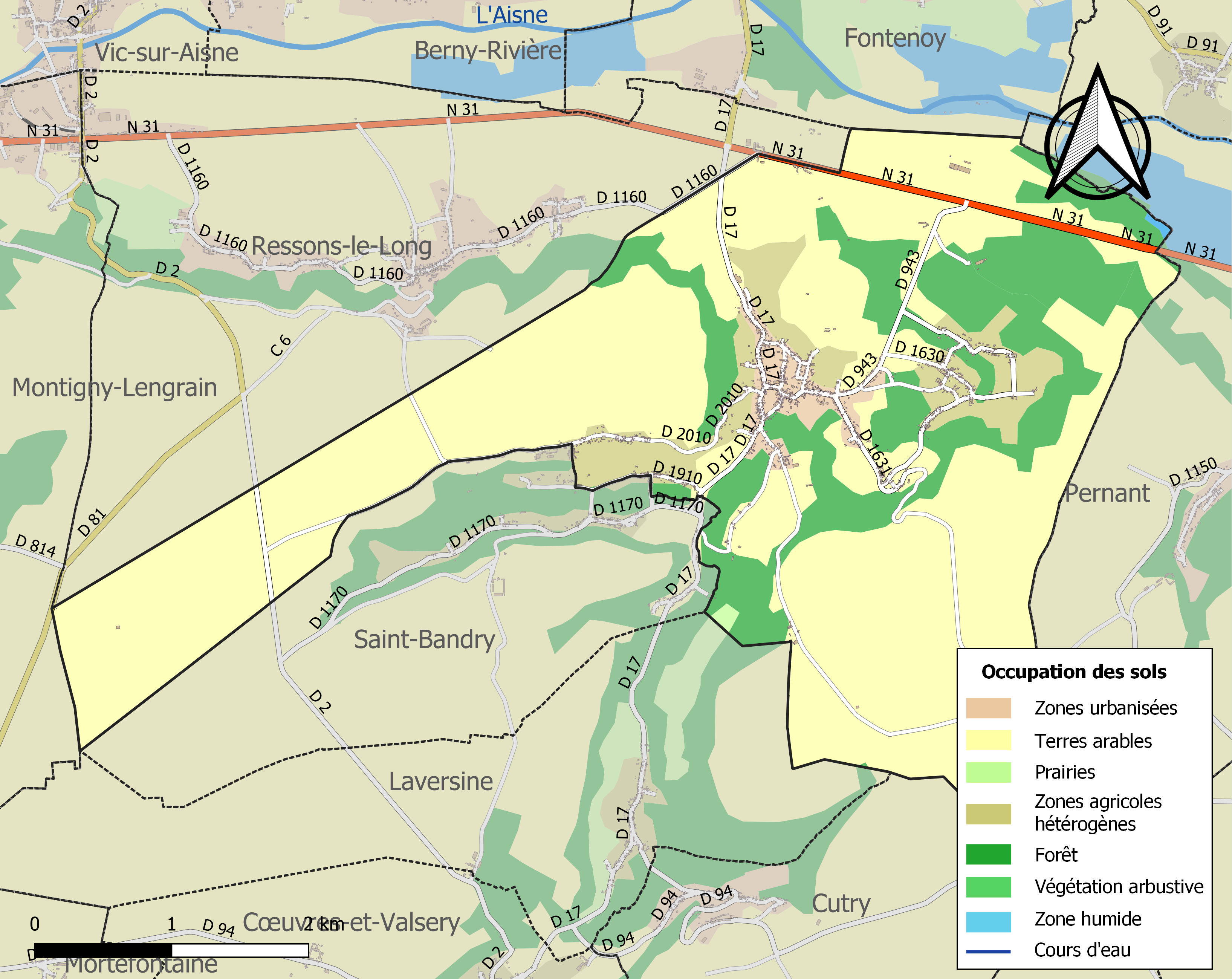
Carte des infrastructures et de l'occupation des sols de la commune en 2018 (CLC).

### Voies de communication et transports
La commune est desservie, en 2023, par la ligne 650 du réseau interurbain de l'Oise.

## Toponymie
Le nom de la localité est attesté Villa Amblolaci  en 1089, Amblenius en 1143, Ambliniaci en 1184, Ambleni en 1211.
Le sens de ce toponyme reste obscur.

## Histoire

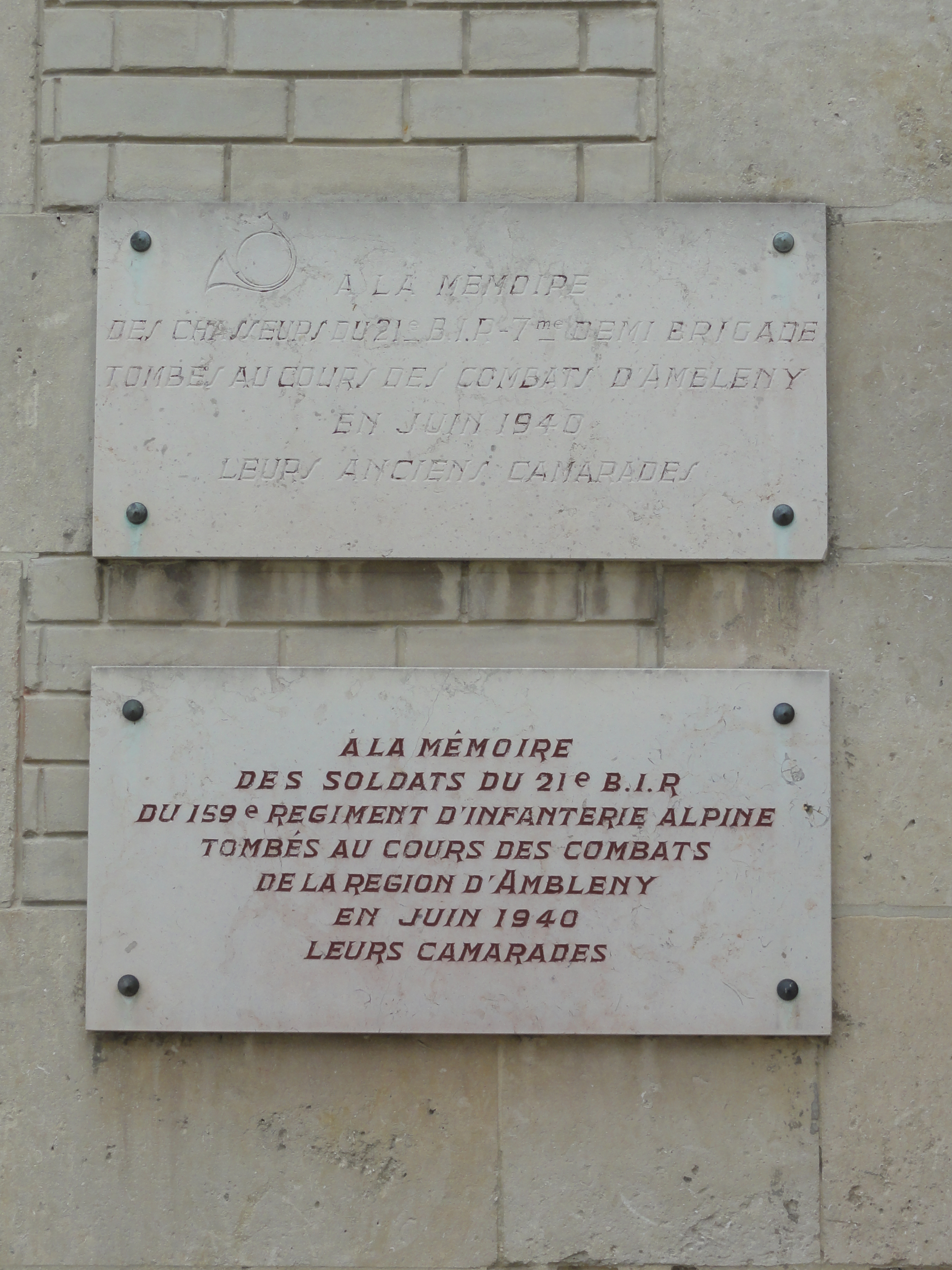
Plaquettes commémoratives combats d'Ambleny, juin 1940.

Avant la Révolution française, la société locale est divisée entre gros fermiers, propriétaires de fermes dépassant la centaine d'hectares, et ouvriers agricoles très dépendants. Ces deux classes s'affrontent lors de la décennie révolutionnaire. Le combat des ouvriers agricoles et petits paysans est mené par Philippe Michaux, né en 1755. Il parvient à se faire élire maire au suffrage universel en 1792, avant d'être renversé par les fermocrates. Les gros propriétaires détenant toutes les instances de pouvoir (maire, conseil des notables, comité de surveillance, garde nationale), il crée une société populaire qui se réunit à l'église. Il s'insurge et mène des actions de désobéissance civile avec la classe moyenne des paysans, notamment contre le partage des biens nationaux qui n'a profité qu'aux plus gros propriétaires. Il finit par obtenir gain de cause le 1er fructidor an III.
En juin 1940, des soldats du 21e B.I.R. de la 159e régiment d'infanterie ont lutté dans les combats d'Ambleny.
Les hameaux de Fosse-en-Haut et Fosse-en-Bas ont servi de point de départ de plusieurs unités françaises (dont le 418e RI) lors de la seconde bataille de la Marne le 18 juillet 1918.

## Politique et administration

### Découpage territorial
La commune d'Ambleny est membre de la communauté de communes Retz-en-Valois, un établissement public de coopération intercommunale (EPCI) à fiscalité propre créé le 1er janvier 2017 dont le siège est à Villers-Cotterêts. Ce dernier est par ailleurs membre d'autres groupements intercommunaux.
Sur le plan administratif, elle est rattachée à l'arrondissement de Soissons, au département de l'Aisne et à la région Hauts-de-France. Sur le plan électoral, elle dépend du  canton de Vic-sur-Aisne pour l'élection des conseillers départementaux, depuis le redécoupage cantonal de 2014 entré en vigueur en 2015, et de la quatrième circonscription de l'Aisne  pour les élections législatives, depuis le dernier découpage électoral de 2010.

### Liste des maires
| Période                                  | Période                       | Identité             | Étiquette           | Qualité                           |
| ---------------------------------------- | ----------------------------- | -------------------- | ------------------- | --------------------------------- |
| Les données manquantes sont à compléter. |                               |                      |                     |                                   |
| octobre 1792                             | hiver 1793                    | Philippe Michaux     | démocrate populaire | Laboureur indépendant             |
| 1795                                     |                               | Claude Devaux        |                     | Agent communal, Gros propriétaire |
| Les données manquantes sont à compléter. |                               |                      |                     |                                   |
| avant 1988                               | ?                             | Marcel Marchand      |                     |                                   |
| mars 2001                                | mars 2008                     | Yvan Checler         | DVG                 |                                   |
| mars 2008                                | décembre 2012                 | Bernard de Ré        | PS                  | Démissionnaire                    |
| février 2013                             | 2014                          | Jean-Claude Stolaric | DVG                 |                                   |
| 2014                                     | mai 2020                      | Christian Pérut      | DVD                 | Retraité                          |
| mai 2020                                 | En cours (au 11 juillet 2020) | Jean-Marie Bouvier   |                     |                                   |

## Population et société

### Démographie

#### Évolution démographique
L'évolution du nombre d'habitants est connue à travers les recensements de la population effectués dans la commune depuis 1793. Pour les communes de moins de 10 000 habitants, une enquête de recensement portant sur toute la population est réalisée tous les cinq ans, les populations de référence des années intermédiaires étant quant à elles estimées par interpolation ou extrapolation. Pour la commune, le premier recensement exhaustif entrant dans le cadre du nouveau dispositif a été réalisé en 2006.

En 2022, la commune comptait 1 203 habitants, en évolution de +3,53 % par rapport à 2016 (Aisne : −1,97 %, France hors Mayotte : +2,11 %).
| 1793  | 1800 | 1806 | 1821 | 1831  | 1836  | 1841  | 1846  | 1851  |
| ----- | ---- | ---- | ---- | ----- | ----- | ----- | ----- | ----- |
| 1 046 | 986  | 945  | 935  | 1 111 | 1 143 | 1 176 | 1 227 | 1 207 |

| 1856  | 1861  | 1866  | 1872  | 1876  | 1881  | 1886  | 1891  | 1896  |
| ----- | ----- | ----- | ----- | ----- | ----- | ----- | ----- | ----- |
| 1 185 | 1 167 | 1 123 | 1 085 | 1 101 | 1 081 | 1 075 | 1 061 | 1 032 |

| 1901  | 1906  | 1911 | 1921 | 1926 | 1931 | 1936 | 1946 | 1954 |
| ----- | ----- | ---- | ---- | ---- | ---- | ---- | ---- | ---- |
| 1 021 | 1 038 | 875  | 824  | 838  | 804  | 838  | 856  | 841  |

| 1962 | 1968 | 1975 | 1982 | 1990  | 1999  | 2006  | 2011  | 2016  |
| ---- | ---- | ---- | ---- | ----- | ----- | ----- | ----- | ----- |
| 861  | 889  | 844  | 960  | 1 119 | 1 112 | 1 147 | 1 135 | 1 162 |

| 2021  | 2022  | - | - | - | - | - | - | - |
| ----- | ----- | - | - | - | - | - | - | - |
| 1 181 | 1 203 | - | - | - | - | - | - | - |

#### Pyramide des âges
En 2021, le taux de personnes d'un âge inférieur à 30 ans s'élève à 32,0 %, soit en dessous de la moyenne départementale (34,5 %). À l'inverse, le taux de personnes d'âge supérieur à 60 ans est de 28,2 % la même année, alors qu'il est de 27,8 % au niveau départemental.
En 2021, la commune comptait 590 hommes pour 591 femmes, soit un taux de 50,04 % de femmes, légèrement inférieur au taux départemental (51,17 %).
Les pyramides des âges de la commune et du département s'établissent comme suit :
| Hommes | Classe d’âge | Femmes |
| ------ | ------------ | ------ |
| 0,3    | 90 ou +      | 1,2    |
| 5,4    | 75-89 ans    | 7,6    |
| 21,6   | 60-74 ans    | 20,2   |
| 21,9   | 45-59 ans    | 21,8   |
| 18,3   | 30-44 ans    | 17,4   |
| 14,1   | 15-29 ans    | 15,9   |
| 18,3   | 0-14 ans     | 15,8   |

| Hommes | Classe d’âge | Femmes |
| ------ | ------------ | ------ |
| 0,7    | 90 ou +      | 1,9    |
| 6,7    | 75-89 ans    | 9,5    |
| 18,1   | 60-74 ans    | 18,8   |
| 20,2   | 45-59 ans    | 19,6   |
| 18,1   | 30-44 ans    | 17,5   |
| 17,1   | 15-29 ans    | 15,2   |
| 19,2   | 0-14 ans     | 17,6   |

## Culture locale et patrimoine

### Lieux et monuments
- Donjon d'Ambleny : édifice fortifié en 1140, partie restante d'une petite forteresse, classé monument historique le 24 février 1929[34],[35]. Il se compose de quatre tours reliées par des pans de murs extrêmement courts. Cet édifice attribué au début du XIIIe siècle offre une certaine similitude avec le donjon de Houdan dans les Yvelines[36].
- Église Saint-Martin des XIIe et XVIe siècles classée aux monuments historiques depuis le 27 juillet 1907.
- Monument aux morts.
- Nécropole nationale du Bois-Roger.
- Lavoir, au hameau de Maubrun.
- Plusieurs croix de chemin.
- Des maisons à pignons à échelons, caractéristiques pour le département de l'Aisne.

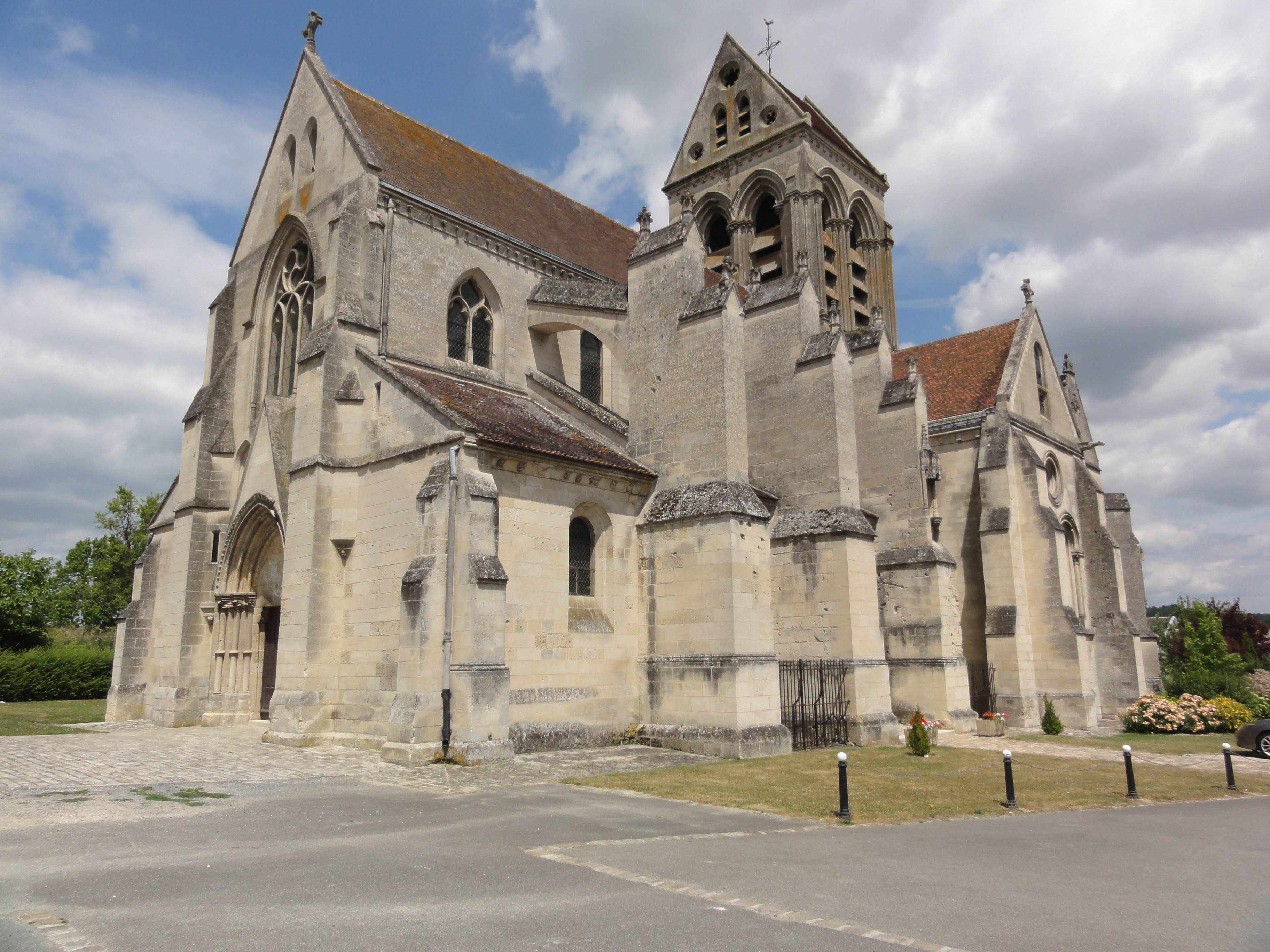
L'église Saint-Martin.
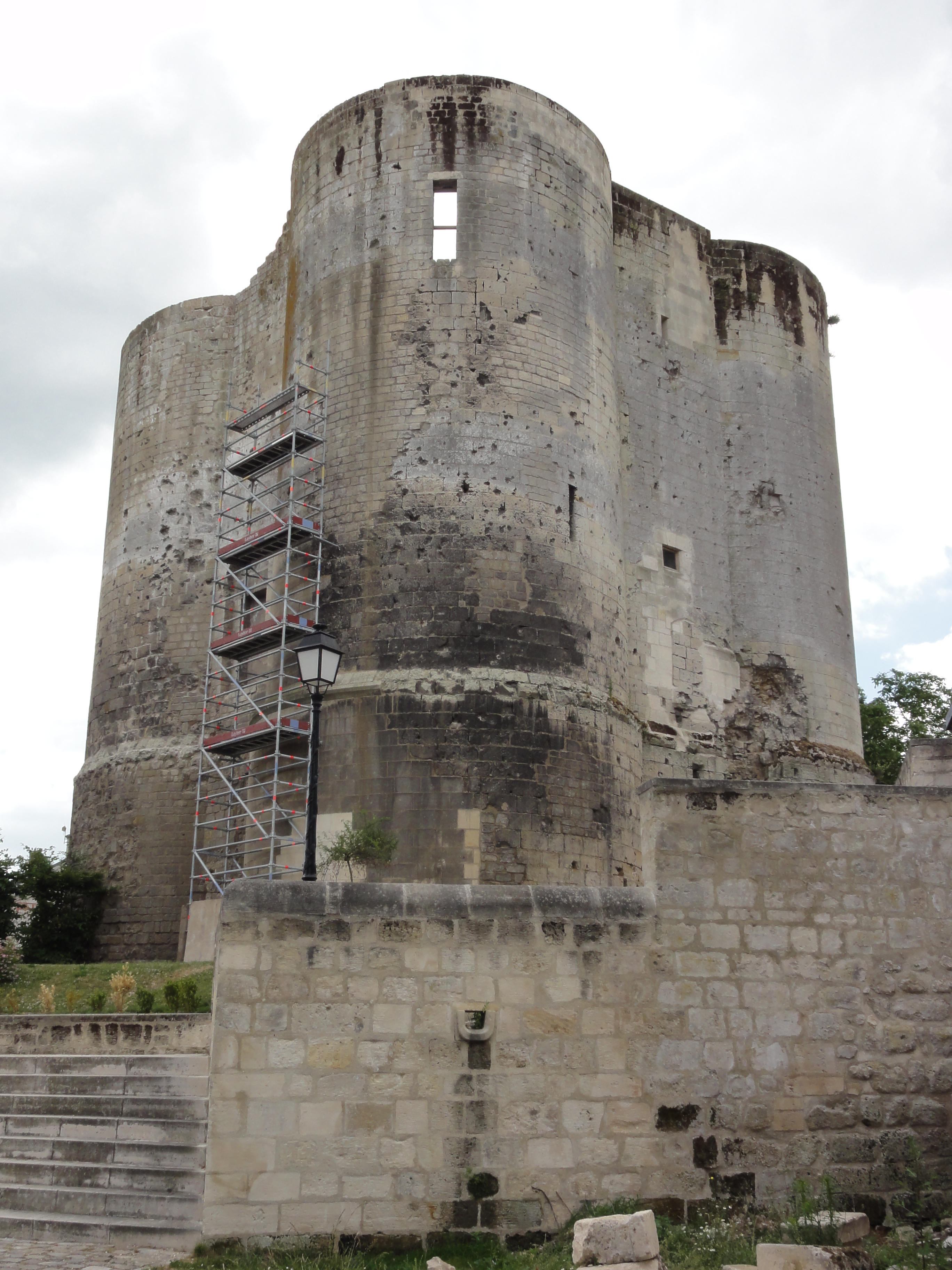
Le donjon.
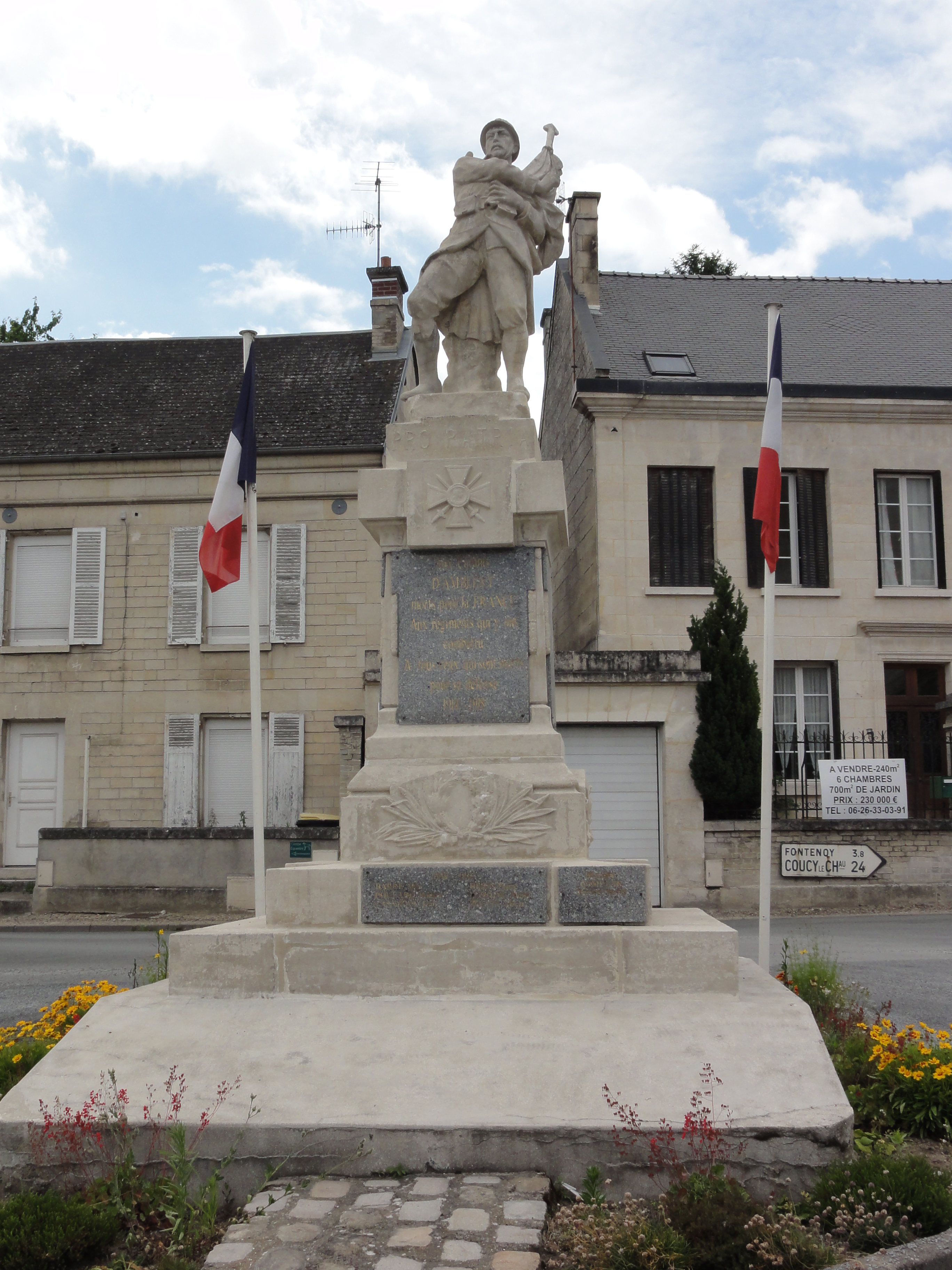
Le monument aux morts.
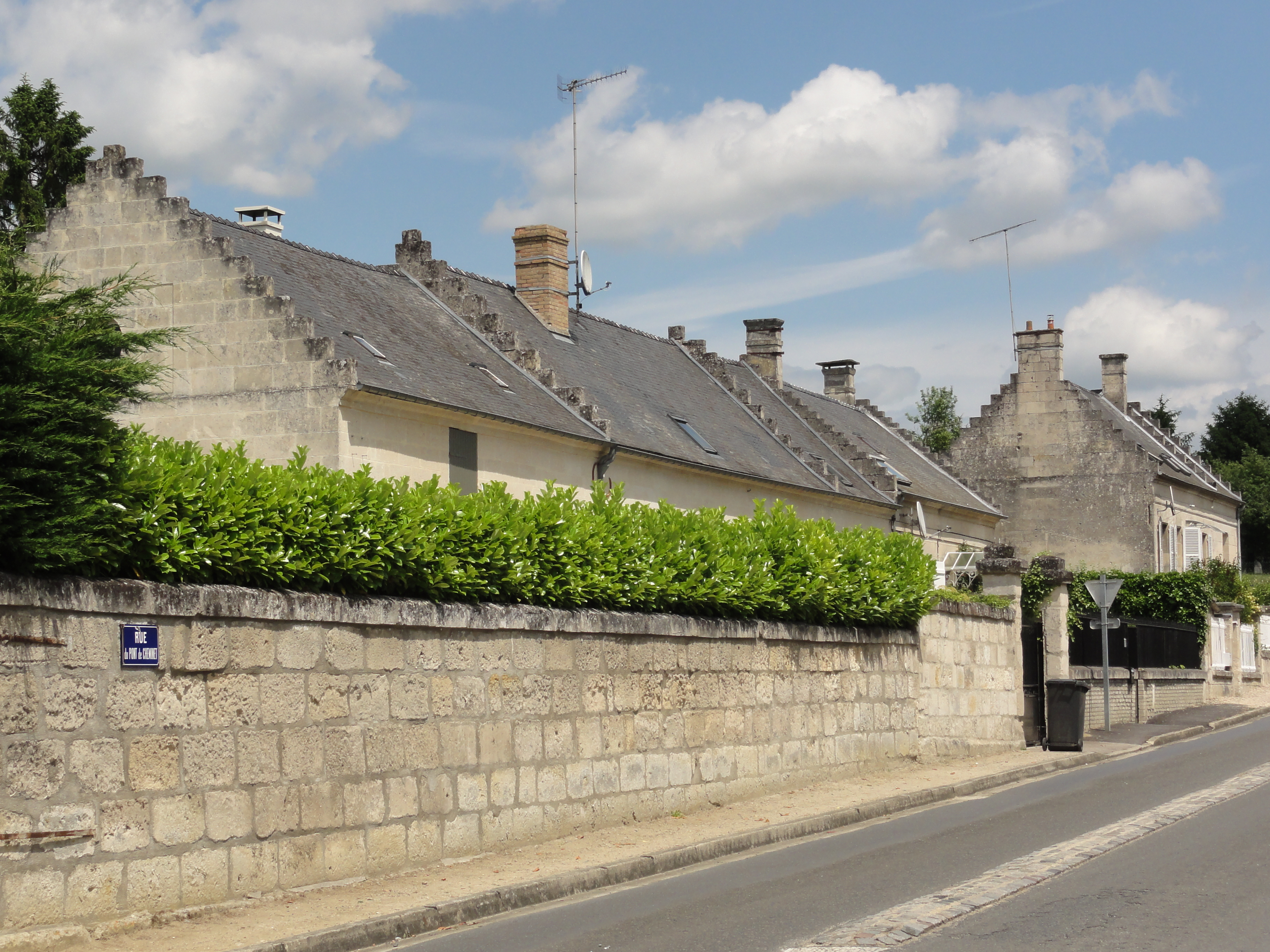
Pignons à échelons.
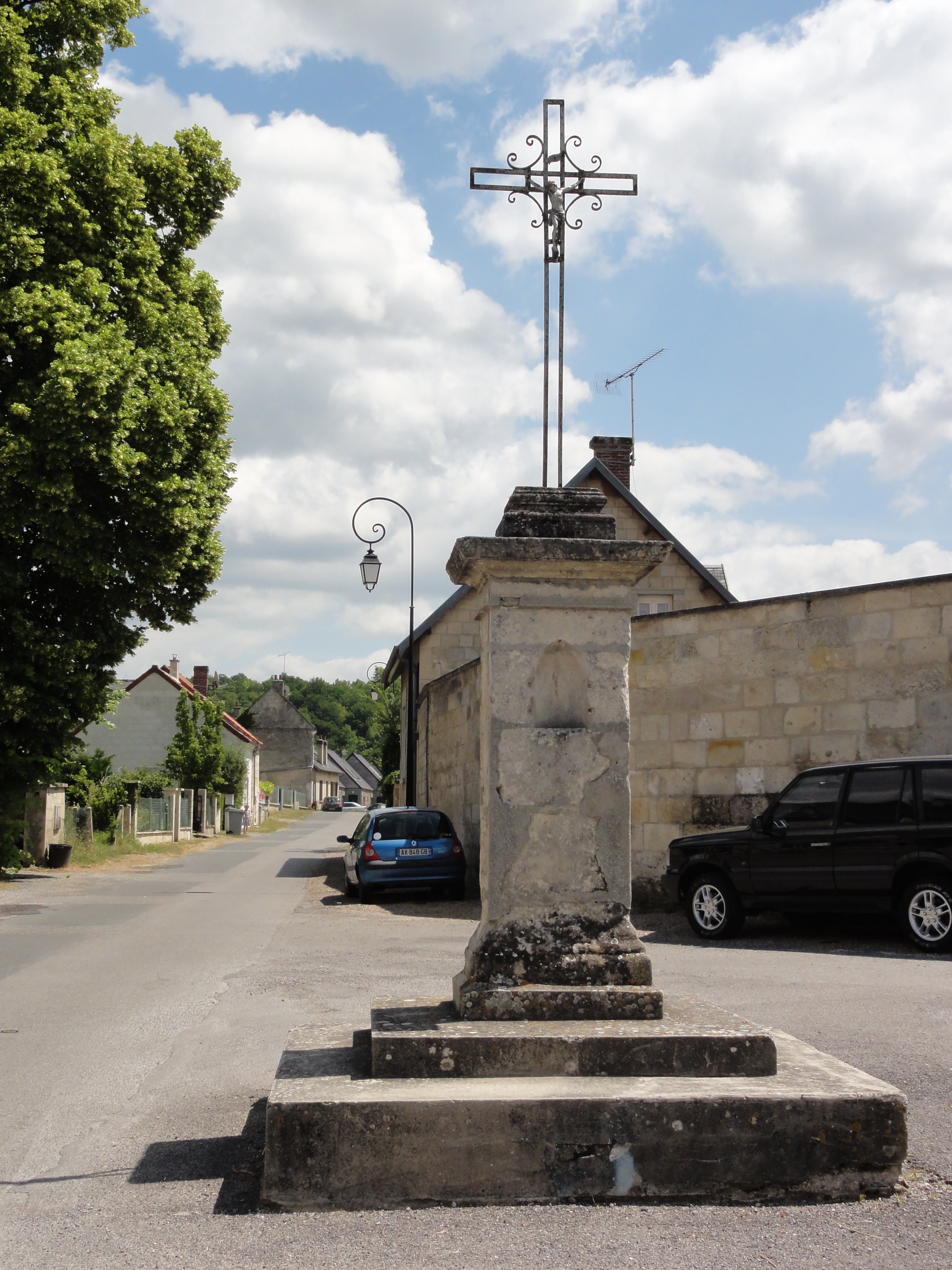
Croix de la rue du Soulier.

### Personnalités liées à la commune
- Pierre-Antoine Poiteau, botaniste et horticulteur.
- Denis Rolland, historien.
- Jean-Pierre Versini-Campinchi, avocat.

### Héraldique
| Blason de Ambleny | Blason  | Écartelé : aux 1er et 4e de gueules à la bande d'or, au 2e d'azur au donjon du lieu d'argent ouvert et ajouré de sable, au 3e d'azur à l'épée basse d'argent posée en bande et couverte d'une cape d'or posée en barre. |
| Blason de Ambleny | Détails | Le donjon est celui de la commune, l'épée et la cape renvoient à saint Martin, patron du village. Création de Jean-François Binon, adoptée par la municipalité en 2015.                                                 |

## Pour approfondir